# Zeria sericea
Espèce
Synonymes
- Solpuga sericea Pocock, 1897
- Solpuga striolata Roewer, 1934

Zeria sericea est une espèce de solifuges de la famille des Solpugidae.

## Distribution
Cette espèce se rencontre en Afrique du Sud, au Zimbabwe, en Namibie, en Angola et au Congo-Kinshasa.

## Description
Le mâle holotype mesure 30 mm.
Le mâle décrit par Roewer en 1933 mesure 23 mm et les femelles de 23 à 26 mm.

## Publication originale
- Pocock, 1897 : On the genera and species of tropical African arachnids of the order Solifugae with notes upon the taxonomy and habits of the group. The Annals and Magazine of Natural History, sér. 6, vol. 20, p. 249-272 (texte intégral).